# Kostel svaté Kateřiny (Lozorno)
Kostel sv. Kateřiny je kostel v obci Lozorno. Kostel byl postavený v roce 1629. Vysvěcený byl katolickým biskupem Jánem Pyberem 24. listopadu 1630. O stol let později (1729) se Lozorno stalo farností, od té doby se vede také matrika. V té době byl patronem (vlastníkem) farnosti hrabě Károliy de Nagykároly. Kostel je postavený z cihel. Okolo původního kostela byl hřbitov. Dnešní hřbitov se začal používat až v roce 1828.

## Sochy a farní budovy
Ve farnosti se nachází socha sv. Jana Nepomuckého (cca 18. století): Kaple sv. Vendelína byla údajně (nejsou oficiální dokumenty) postavená v roce, kdy vznikl kostel (1629). Dále je tu socha sv. Floriána z 20. století.